# Mentalismus (filozofie)
Mentalismus je filosofický směr, který se prostřednictvím teoretických modelů a zásad organizace lidské mysli pokouší vysvětlit lidské mentální procesy. Dochází k závěrům, že jedině mysl sama je reálná (skutečně existuje) a že materiální svět je čistě produktem mysli (fyzicky neexistuje). Nepopírá reálnou existenci světa, ale umisťuje ji pouze na mentální (myšlenkovou) úroveň. Svobodná vůle a schopnost záměrného jednání jsou nezávislé na nervovém systému. Posledními významnějšími filosofy, kteří se zabývali tímto filosofickým směrem byli Jerry Fodor, Noam Chomsky a Paul Brunton.

## Mentalismus napříč historií
- „Myšlenka a objekt myšlenky jsou jedno a totéž.“ – Parmenides
- „To, co pokročilá bytost považuje za subjektivní myšlenku, nižší bytost vnímá jako objektivní věc.“ – Platón
- „Mysl je jediným stavem, který člověk zná ve všem co existuje. Nemůžeme znát nic jiného než mysl.“ – Spinoza
- „Jsme skutečně naživu, ve skutečném okolí, nebo ve skutečnosti jen sníme?“ – Voltaire
- „Vše, co vidím, se zdá být snem, vše co vnímám očima těla, se zdá být výsměchem.“ – sv. Tereza
- „Já vím, že tento svět představy a vize je celý jedinou nepřetržitou vizí.“ – W. Blake
- „Víme, že myšlenka je jedinou skutečností v tomto světě. Neexistuje nic jiného než to, co si představujeme.“ – Anatole France

Mentalismus je třeba odlišovat od dualismu, který toho názoru, že mysl (mentální procesy) a tělo (mozek, fyzická podstata), jsou dvě odlišné druhy věcí, které jsou nějak v interakci jeden s druhým. Přestože podobný dualistický pohled na mysl a tělo, které spolu reagují obsahuje i mentalismus, mentalismus není dualismus. Protipólem mentalismu je mechanicismus.
Teorie osobnosti jsou výrazem snahy o integraci a smysluplné uspořádání vnímání okolního světa a našeho postavení v něm. Hlavním rozměrem zkoumání jsou dimenze organismus a vědomí. Extrémním přístupem k problému jsou fyziologismus a mentalismus.